# Takashi Imoto
Takashi Imoto (井本 喬士 Imoto Takashi?,  nacido el 29 de septiembre de 1976 en Saga) es un exfutbolista japonés. Jugaba de centrocampista y su último club fue el Mito HollyHock de Japón.

## Trayectoria

### Clubes
| Club           | País  | Año         |
| -------------- | ----- | ----------- |
| Mito HollyHock | Japón | 1999 - 2000 |